# Al·lanita-(Ce)
L'al·lanita-(Ce) és un mineral de la classe dels silicats que pertany al grup de l'al·lanita. Va rebre el seu nom l'any in 1810 per Thomas Thomson en honor de Thomas Allan (1777-1833), mineralogista escocès qui primer va observar el mineral. Va rebre el sufix "-(Ce)" més tard per designar que aquesta espècie és la que té el ceri com a element dominant d'entre totes les al·lanites. També és coneguda com a cerepidota o cerortita.

## Característiques
L'al·lanita-(Ce) és un sorosilicat de fórmula química {CaCe}{Al₂Fe2+}(Si₂O₇)(SiO₄)O(OH). Sovint és lleugerament radioactiva perquè pot contenir petites quantitats d'urani i/o tori, per tant sovint es presenta metamicte. Cristal·litza en el sistema monoclínic. La seva duresa a l'escala de Mohs es troba entre 5,5 i 6.
Segons la classificació de Nickel-Strunz, l'al·lanita-(Ce) pertany a «09.B - Estructures de sorosilicats amb grups barrejats de SiO₄ i Si₂O₇; cations en coordinació octaèdrica [6] i major coordinació» juntament amb els següents minerals: al·lanita-(La), al·lanita-(Y), clinozoisita, dissakisita-(Ce), dol·laseïta-(Ce), epidota, epidota-(Pb), khristovita-(Ce), mukhinita, piemontita, piemontita-(Sr), manganiandrosita-(La), tawmawita, manganipiemontita-(Sr), ferrial·lanita-(Ce), clinozoisita-(Sr), manganiandrosita-(Ce), dissakisita-(La), vanadoandrosita-(Ce), uedaïta-(Ce), epidota-(Sr), al·lanita-(Nd), ferrial·lanita-(La), åskagenita-(Nd), zoisita, macfal·lita, sursassita, julgoldita-(Fe2+), okhotskita, pumpel·lyïta-(Fe2+), pumpel·lyïta-(Fe3+), pumpel·lyïta-(Mg), pumpel·lyïta-(Mn2+), shuiskita, julgoldita-(Fe3+), pumpel·lyïta-(Al), poppiïta, julgoldita-(Mg), ganomalita, rustumita, vesuvianita, wiluïta, manganovesuvianita, fluorvesuvianita, vyuntspakhkita-(Y), del·laïta, gatelita-(Ce) i västmanlandita-(Ce).
Una varietat d'aquesta espècie és la Cromoal·lanita-(Ce), amb un contingut de Cr₂O₃ de fins al 7,5%.

## Formació i jaciments
És un mineral accessori força comú en moltes roques ígnies, en particular aquells que són fèlsiques i a les roques ígnies metamòrfiques. També en pegmatites, skarns i tactites. No és comuna en roques volcàniques. És un mineral detrític. Va ser descoberta a Qáqarssuatsiaq, a l'illa d'Aluk, al cap Farvel, Kujalleq (Groenlàndia). Als territoris de parla catalana se n'ha trobat al·lanita-(Ce) a la mina Atrevida, a Vimbodí i Poblet (Conca de Barberà, Tarragona) i a la Sèrra de Horno, una serra situada al municipi de Vielha e Mijaran (Vall d'Aran).